# Martyrerna i Alapajevsk
Martyrerna i Alapajevsk syftar på åtta personer, av vilka sex var släktingar till tsarfamiljen, som avrättades av bolsjevikerna under ryska revolutionen i Alapajevsk i Ryssland under natten 18 juli 1918. Avrättningen ägde rum dagen efter avrättningen av tsarfamiljen. 
De avrättades vid ett gruvhål vid Nizhnjaja Selimskaja-gruvan 18 kilometer utanför staden. Den Rysk-ortodoxa kyrkan utanför Ryssland förklarade samtliga dödade i Alapajevsk som martyrer; den Rysk-ortodoxa kyrkan kanoniserade dock endast de två kvinnliga offren som martyrer. De avrättade blev officiellt förklarade oskyldiga av den ryska åtalsmyndigheten 8 juni 2009. Ett östortodoxt kloster grundades vid platsen för avrättningen 1995. 
De avrättade: 
1. Elisabeth av Hessen (1864–1918)
2. Sergej Mikhailovitj av Ryssland
3. Konstantin Konstantinovitj av Ryssland
4. Ivan Konstantinovitj av Ryssland
5. Igor Konstantinovitj av Ryssland
6. Vladimir Paley
7. Fjodor Semjonovitj Remez
8. Varvara Aleksejevna Jakovleva